# Flamingo International Airport

i8
i11
i13
Der Flamingo International Airport  (Eigenbezeichnung: Bonaire International Airport, IATA-Code: BON, ICAO-Code: TNCB) ist der Flughafen der Insel Bonaire, einer der zu den Niederlanden gehörenden Besonderen Gemeinden in der Karibik. Er liegt nahe dem Stadtzentrum von Kralendijk.

## Geschichte und Ausbaupläne
Der Flamingo Airport entstand auf Veranlassung des Kommandeurs der ab 1943 auf Bonaire stationierten US-amerikanischen Soldaten als Ersatz für den weiter nördlich gelegenen ersten, 1936 eröffneten Flugplatz Bonaires, der aus einer 475 Meter langen Piste und einem Schuppen bestand. Die Bauarbeiten für den neuen Flughafen begannen im Dezember 1943; der Flugbetrieb wurde 1945 aufgenommen. Die in den Jahren 1953 bis 1955 neu gebaute Start- und Landebahn wurde im Lauf der Zeit mehrmals verlängert; 1960 hatte sie eine Länge von 1430 Metern und eine Breite von 30 Metern, 1970 eine Länge von 1750 Metern. Ein neuer Terminal wurde 1976 in Betrieb genommen. Die Start- und Landebahn wurde 1980 auf 2400 Meter Länge und 45 Meter Breite erweitert und im Jahr 2000 auf 2880 Meter verlängert.
Seit 2008 wird ein ursprünglich auf 15 Jahre angelegter Masterplan zum Ausbau des Flughafens umgesetzt. Dessen erste Phase, eine vollständige Erneuerung der Start- und Landebahn, wurde 2011 abgeschlossen. Die neue Feuerwehrstation wurde 2016 eröffnet, ein Jahr später folgte die Einweihung des neuen Towers.
Weitere Ausbaupläne beinhalten die Anlage eines neuen Vorfelds östlich der bestehenden Vorfelder, das fünf Großraumflugzeuge aufnehmen kann. Nördlich an das neue Vorfeld angrenzend soll bis 2025 ein neuer Terminal entstehen. Dessen ungeachtet wurde Anfang 2019 mit der Erweiterung des bestehenden Terminals begonnen, um mit dem gestiegenen Passagieraufkommen Schritt halten zu können.

## Flughafenanlagen
Die einzige Start- und Landebahn verläuft ungefähr in Ost-West-Richtung, hat eine Länge von 3057 Metern und ist an beiden Enden mit einer Wendefläche ausgestattet. Eine weitere Wendefläche befindet sich im Osten, etwa 700 Meter vor dem Ende von Bahn 10, darf aber nur von Flugzeugen mit einer Flügelspannweite von weniger als 35,8 Metern benutzt werden. Die Start- und Landebahn ist mit Pistenrandbefeuerung und Präzisions-Anflug Gleitwinkelbefeuerung (PAPI) für beide Richtungen ausgerüstet.
Nördlich der Start- und Landebahn, unweit ihres westlichen Endes, befinden sich drei Vorfelder. Das Hauptvorfeld bietet vier Parkpositionen für Flugzeuge und ist etwa 200 und 400 Meter östlich der Schwelle von Landebahn 10 mit dieser durch zwei je 24 Meter breite Rollbahnen verbunden. An der Nordseite dieses Vorfelds steht das Terminalgebäude. Ein weiteres Vorfeld mit Parkpositionen für zwei Großraumflugzeuge liegt östlich des Terminals. Es ist mit der Landebahn durch eine 28 Meter breite Rollbahn etwa 500 Meter östlich der Landebahnschwelle verbunden. Das Vorfeld für die Allgemeine Luftfahrt befindet sich im Westen, unmittelbar nördlich der Schwelle von Bahn 10, und ist mit dieser durch zwei Rollbahnen mit je 17 Metern Breite verbunden.
Der Tower und die Feuerwehrstation wurden im Zuge des Flughafenausbaus nach Osten verlegt. Die Zufahrt zur neuen Feuerwache zweigt etwa 1150 Meter östlich der Schwelle der Landebahn 10 von dieser nach Norden ab. In diesem Bereich sollen auch das neue Vorfeld mit zwei Rollbahnen zur Start- und Landebahn sowie der geplante Terminal entstehen.

## Sicherheit
Für die Flughafensicherheit ist die Koninklijke Marechaussee, für den Brandschutz und die Brandbekämpfung das Brandweerkorps Caribisch Nederland zuständig. Der Flughafen ist in die Brandschutzkategorie 9 eingestuft. Die Flughafenfeuerwehr verfügt über drei Löschfahrzeuge und ein Rettungsboot.

## Fluggesellschaften und Ziele
Aus Nordamerika wird Bonaire von American Airlines, Delta, United Airlines und Sunwing angeflogen, aus Europa von KLM und TUI. Nach Aruba und Curaçao fliegen Divi Divi Air und EZAir.

## Zwischenfälle
Am 22. Oktober 2009 verlor eine Britten-Norman BN-2 Islander der Divi Divi Air aus Curaçao (Luftfahrzeugkennzeichen PJ-SUN) auf dem Flug von Curaçao nach Bonaire infolge eines Ausfalls des rechten Triebwerks so sehr an Höhe, dass der Flamingo Airport nicht mehr erreicht werden konnte. Bei der Notwasserung nahe der Insel Klein Bonaire kam der Pilot ums Leben, die neun Passagiere überstanden den Unfall teils unversehrt, teils mit leichten Verletzungen.